# Andrés Cea Galán
Andrés Cea Galán (* 28. August 1965 in Jerez de la Frontera) ist ein spanischer Organist, Cembalist, Clavichordspieler, Musikforscher und Orgelkundler.

## Leben
Der 1965 in Andalusien geborene Andrés Cea Galán schloss seine Studien in Spanien ab. Daraufhin lernte er weiter bei Jean Boyer in Lille und dann bei Jean-Claude Zehnder an der Schola Cantorum Basiliensis.
Interessiert am historischen Instrumentarium, tritt er hervor als Cembalist, Clavichord-Spieler und Organist. Er war auch tätig als Orgelbauer in der Werkstatt von Gerhard Grenzing in Papiol und wirkte so bei einigen Orgel-Restaurierungen und -Neubauten in Spanien und Frankreich mit.
Cea ist Verfasser mehrerer musikwissenschaftlicher Abhandlungen, entsprechend seinen Interessen für spanische Tastenmusik und Orgeln. An der Universität Complutense Madrid hat er 2014 seine Dissertation vorgelegt; mit ihr erscheint erstmals eine ausführliche Studie zur spanischen Cifra des 16. bis 18. Jahrhunderts. Auch als Herausgeber hat er frühe Kompositionen der heutigen Musikpraxis zugänglich gemacht.
Er steht der Andalusian Organ Academy (Andalusische Orgel-Akademie) vor. Hiermit verbunden ist sowohl das Unterrichten als auch das Erkunden, Bewahren und Bekanntmachen der historischen Orgeln in Südspanien.
Als Interpret wie als Lehrer ist er aktiv innerhalb Spaniens, des übrigen Europa sowie Amerikas und Japans. Er hat zahlreiche Radioaufnahmen realisiert. Seine CD-Einspielungen stellen insbesondere spanische Orgelmusik vor, unter anderem von Antonio de Cabezon und Francisco Correa de Arauxo. Sie entstanden alle an historischen Orgeln, so in Évora (Portugal), Lerma und Marchena (Spanien).

### Artikel in Deutsch
- Musique ibérique au Clavichorde. (Iberische Musik am Clavichord.) Begleittext zur CD mit Ilton Wjuniski. Reihe Schola Cantorum Documenta. Harmonia Mundi, 1997.[1]
- Der „Ayrezillo de proporción menor“ in der Facultad Orgánica von Francisco Correa de Arauxo. Deutsche Fassung und Einführung von Jean-Claude Zehnder. In: Basler Jahrbuch für historische Musikpraxis, 22. Amadeus, Winterthur 1999, ISBN 3-905049-79-1.[2]
- Ayre de España: Zu Tempo und Stil in der Escuela Música von Fray Pablo Nassarre. Übersetzt von David Schenk. In: Luigi Collarile und Alexandra Nigito (Hrsg.): Organo Pleno – Festschrift für Jean-Claude Zehnder zum 65. Geburtstag. Peter Lang, Bern 2007, ISBN 978-3-03911-210-4. Online (PDF; 74 kB).

### Texte in Spanisch (Auswahl)
- La cifra hispana: música, tañedores e instrumentos (siglos XVI-XVIII). Dissertation. Madrid 2014, ISBN 978-84-697-1420-1. Online.

### Notenausgaben
- Francisco Fernández Palero (c. 1533–1597): Obras para Tecla. Werke für Tasteninstrumente. Edition Gaus, Rottweil 2005.[3]
- Sebastián Raval (c. 1550–1604): Il primo libro di ricercari a quatro voci cantabili. Fundación Caja, Madrid 2008, ISBN 978-84-89471-38-2.[4]

## Diskografie
Solomusik
- Alabanza de tañedores. Organisten in Andalusien, 1550–1626. Musik von Bermudo, Peraza, Lacerna, Palero, Correa de Arauxo. Orgel aus dem 16. Jahrhundert in der Kathedrale von Évora, Portugal. Almaviva, 1996.
- Tiento a las Españas. Música de la Época del Imperio Español. Musik von Antonio Valente, Bernardo Storace, Manoel R. Coelho, Francisco Correa de Arauxo, Francisco de Tejada u. a. Epistelorgel von Juan de Chavarría (1765) der Kirche San Juan in Marchena, Sevilla. Lindoro, 1997.[5]
- Lerma – Francisco Correa de Arauxo: Facultad Orgánica 1626. Epistelorgel von Diego Quijano (1616), Colegiata de San Pedro de Lerma (Burgos). Lindoro, 2006.[6]
- Domenico Scarlatti & Cia. Musik von Domenico Scarlatti, José Lidón, José de Nebra, Joaquín Ojinaga. Orgel von Jorge Bosch im Palacio Real, Madrid. Lindoro, 2007.[7]
- Cabezón – Suavidad y Extrañeza. Musik von Antonio de Cabezón an der Orgel von Francisco Ortíguez (1750) der Kirche Santiago en Castaño del Robledo (Huelva, Spanien). Lindoro, 2010.[8]
- Música d’orgue a Catalunya s. XVI – s. XVII, vol. I. Werke von Antoni Martín y Coll, Gabriel Menalt, Francesc Espelt u. a. Orgel zu Sta. Maria de Cadaqués. Tritó, 2011.[9]
- Flores de Música. Werke verschiedener Komponisten aus der Sammlung von Antoni Martín y Coll (1706). Historische Orgeln in der Autonomen Gemeinschaft Madrid (Estremera, Leganés, Valdemoro). Lindoro 2011.[10]

Ensemblemusik
- Tomás Luis de Victoria: Missa Alma Redemptoris, Magníficats y Motetes para la Virgen. Clare Wilkinson (Alt), Andrés Cea (Orgel von Diego Quijano, Colegiata de San Pedro de Lerma (Burgos)), Ensemble Plus Ultra, Michael Noone (Leitung). CD 5 in: Tomás Luis de Victoria – Sacred Works (geistliche Werke). 10 CDs. Archiv (Deutsche Grammophon)/Universal Music Group, 2008–2011.
- „Ángeles o Calandrias“ – Cantar al órgano en la España de los siglos XVI y XVII. („Engel oder Lerchen.“ Gesang zur Orgel im Spanien des 16. und 17. Jahrhunderts.) Werke von Giovanni Pierluigi da Palestrina, Francisco Guerrero, Alonso Lobo, Tomás Luis de Victoria, Manoel Rodrigues Coelho, Francisco Correa de Arauxo und Joseph de Torres. Mark Chambers (Countertenor), Javier Jiménez (Bass), Bárbara Sela (Fagott), Arnau Rodón (Zink), Andrés Cea (Claviorganum). Lindoro, 2013.[11]